# Corydalis retingensis
Corydalis retingensis är en vallmoväxtart som beskrevs av Frank Ludlow. Corydalis retingensis ingår i släktet nunneörter, och familjen vallmoväxter. Inga underarter finns listade i Catalogue of Life.